# Liste der Monuments historiques in Étrœungt
Die Liste der Monuments historiques in Étrœungt führt die Monuments historiques in der französischen Gemeinde Étrœungt auf.

## Liste der Objekte
| Bezeichnung                             | Beschreibung                                                           | Standort                | Kennzeichnung | Schutzstatus | Datum | Bild |
| --------------------------------------- | ---------------------------------------------------------------------- | ----------------------- | ------------- | ------------ | ----- | ---- |
| Kanzelkorb                              | Holz, 17. Jahrhundert                                                  | in der Kirche St-Martin | PM59005793    | Inscrit      | 1984  |      |
| Martinsaltar mit Tabernakel und Retabel | Marmor und Holz, bemalt, Ende des 17. Jahrhunderts und 19. Jahrhundert | in der Kirche St-Martin | PM59005788    | Inscrit      | 1984  |      |
| Marienaltar mit Tabernakel und Retabel  | Marmor und Holz, bemalt, Ende des 17. Jahrhunderts und 19. Jahrhundert | in der Kirche St-Martin | PM59005789    | Inscrit      | 1984  |      |
| Ziborium                                | Silber, 1778                                                           | in der Kirche St-Martin | PM59000552    | Classé       | 1984  |      |
| Altar an der Südseite                   | Holz, bemalt, 18./19. Jahrhundert                                      | in der Kirche St-Martin | PM59005791    | Inscrit      | 1984  |      |
| Skulptur des heiligen Rochus            | Holz, polychrom gefasst, 19. Jahrhundert                               | in der Kirche St-Martin | PM59005792    | Inscrit      | 1984  |      |
| Acht Chorstühle                         | Holz, erste Hälfte des 19. Jahrhunderts                                | in der Kirche St-Martin | PM59005785    | Inscrit      | 1984  |      |
| Wandvertäfelung im Chor                 | Holz, 19. Jahrhundert                                                  | in der Kirche St-Martin | PM59005786    | Inscrit      | 1984  |      |
| Grabplatte für François Bullart         | Marmor, 18. Jahrhundert                                                | in der Kirche St-Martin | PM59005787    | Inscrit      | 1984  |      |
| Zwei Beichtstühle                       | Holz, erste Hälfte des 19. Jahrhunderts                                | in der Kirche St-Martin | PM59005790    | Inscrit      | 1984  |      |